# Petit-Noir
Petit-Noir è un comune francese di 1 202 abitanti situato nel dipartimento del Giura nella regione della Borgogna-Franca Contea.

## Società

### Evoluzione demografica
Abitanti censiti